# 이채 (전한)
이채(李蔡, ? ~ 기원전 118년)는 전한 중기의 관료로, 농서군 성기현(成紀縣) 사람이다. 전장군 이광의 종제이다.

## 생애
문제 때 낭(郞)이 되었고, 경제 때에는 공적을 쌓아 이천석이 되었다.
무제 때인 원삭 5년(기원전 124년), 대상이었던 이채는 경거장군(經車將軍)에 임명되어 위청 휘하에서 흉노를 쳤고, 흉노의 왕을 사로잡은 공로로 악안후(樂安侯)에 봉해졌다. 원수 원년(기원전 122년)에 어사대부가 되었고, 이듬해에는 공손홍의 뒤를 이어 승상이 되었다.
원수 5년(기원전 118년), 무제에게서 경제의 능묘에 딸린 토지 20무(畝)를 무덤자리로 하사받았다. 그러나 능묘에서 3경(頃)을 몰래 더 떼어서 40여만 전에 팔아치웠고, 또 경제의 제사에 쓰이던 공터 1무를 침범하여 거기에 장례를 치렀다. 사실이 발각되어 형리에게 넘겨지게 되었고, 결국 스스로 목숨을 끊었다.
이채는 특출난 데가 없는 자로, 명성은 이광에 비하면 한참 모자랐으나 입은 은덕이나 출세는 이광을 능가하였다.

## 출전
- 사마천, 《사기》
  - 권20 건원이래후자연표
  - 권109 이장군열전
- 반고, 《한서》
  - 권17 경무소선원성공신표
  - 권19하 백관공경표 下
  - 권54 이광소건전

| 전임 급암 | 전한의 주작도위 기원전 124년 ~ 기원전 123년 | 후임 조이기 |

| 전임 반계 | 전한의 어사대부 기원전 122년 ~ 기원전 121년 | 후임 장탕 |

| 전임 공손홍 | 전한의 승상 기원전 121년 ~ 기원전 118년 | 후임 장청적 |

| 선대 (첫 봉건) | 전한의 악안후 기원전 124년 5월 정미일 ~ 기원전 118년 | 후대 (봉국 폐지) |